# José de Iza Zamácola
José de Iza Zamácola (1830 - Madrid, marzo de 1851), escritor, periodista y poeta satírico español, pariente del folclorista y escritor costumbrista vasco Juan Antonio de Iza Zamácola y hermano del dramaturgo Antonio de Iza Zamácola
Escribió en La Víbora, donde se ganó fama de maligno satírico, y en El Semanario Pintoresco Español poemas líricos (el mejor, "Amigo", sobre la amistad) y cuentos inspirados en Mariano José de Larra. Se suicidó en 1851 arrojándose a un canal con apenas veinte años.
- Datos: Q5651401